# 산누에나방
산누에나방(학명: Antheraea pernyi)은 산누에나방과 산누에나방속에 속하는 나방의 일종이다.